# Przejście graniczne Użhorod-Maťovce
Przejście graniczne Użhorod-Maťovce (też Przejście graniczne Pawłowe) - to międzynarodowe ukraińsko-słowackie kolejowe przejście graniczne, położone w rejonie użhorodzkim obwodu zakarpackiego.
Jest to przejście kolejowe przeznaczone wyłącznie dla ruchu towarowego. Przez przejście przebiega wyłącznie Širokorozchodná trať (linia kolejowa Użhorod – Haniska pri Košiciach) o szerokości toru 1520 mm wybudowana w 1966 roku.
| przejście graniczne Użhorod-Maťovce                                               |  |                                 |
| Linia Użhorod–Pawłowe – Širokorozchodná trať / Bánovce nad Ondavou–Veľké Kapušany |  |                                 |
| Pawłowe ( Ukraina)                                                                |  | Maťovce ŠRT/Maťovce ( Słowacja) |